# فاطمة أبو رومي
فاطمة أبو رومي (1977-) هي فنانة تشكيلية فلسطينية من مواليد بلدة طمرة في الجليل الفلسطيني. درست في مدارس بلدتها حتى الثانوية. ثم إيماناً بموهبتها، بدأت في دراسة مجموعة من الدورات المتخصصة في الفن التشكيلي وخصوصًا النحت الفني والتصوير. ثم التحقت بكلية مار إلياس في عبلين الفلسطينية حيث حصلت على دبلوم في الهندسة المعمارية عام 1998. والتحقت بكلية أورانيم للتربية والتعليم حيث انتسبت لقسم الفنون وتخرجت منه بدرجة امتياز عام 2005. كما وحصلت على شهادة الماجستير في تعليم الفنون عام 2017 من الكلية ذاتها. ولها العديد من المشاركات في الكثير من المعارض الجماعية داخل مدن وقرى فلسطين المحتلة عام 1948. كما قامت بتأسيس صالة "بلقيس" للفن المعاصر في البلدة القديمة لمدينة الناصرة. تتميز أغلب مواضيع أعمالها بأنها تركز على المرأة في المجتمعات القمعية إذ تعطي صوتاً للنساء اللواتي لا صوت لهن، وتضم أغلب لوحاتها لمسات تراثية من التطريز الفلسطيني، وتجمع بين الأصالة والحداثة فالكثير منها يضم عناصر من التراث الإسلامي، أما أسلوبها فيتبع للمدرسة التعبيرية الواقعية.

## معارض
- معرض قصة ذاتية في صالة العرض للفن الحديث في أم الفحم عام 2011.
- معرض بين الألم والجمال في متحف الفن الإسلامي في القدس عام 2013.
- معرض خصل في يافا عام 2016.
- معرض الفنون الحديثة في أم الفحم، حيث أطلقت كتابها "فينوس فلسطين" عام 2017. [3][4]